# Franc Čepe
Franc Čepe, slovenski rimskokatoliški duhovnik in narodni delavec, * 22. avgust 1802, Gaj nad Mariborom, † 23. julij 1861, Jareninski Dol.

## Življenje in delo
Bogoslovje je študiral v Gradcu. Po posvečenju (1827) je bil v letih 1830−1835 katehet na glavni šoli v Mariboru, potem pa do smrti župnik in dekan v Jarenini.
Čepe je med ljudstvom ob slovenski narodnostni meji budil ljubezen in spoštovanje do materinščine. Kot sekovski častni kanonik (od 1851) je v Gradcu delal na tem, da je prišlo do nove razmejitve škofij, in je mnogo pripomogel, da so Štajerski Slovenci  po večini prišli v lavantinsko škofijo.